# Petra Nováková
Pour les articles homonymes, voir Nováková.
Petra Nováková, née le 17 août 1993 à Karlovy Vary, est une fondeuse tchèque. Elle participe à la Coupe du monde depuis 2013 et aux Jeux olympiques d'hiver de 2014 et 2018. 

## Biographie
Membre du club de sa ville natale Karlovy Vary, elle fait ses débuts dans des courses officielles en fin d'année 2009.
En 2011, la Tchèque court tout à tour le championnat du monde junior à Otepää, puis le Festival olympique de la jeunesse européenne à Liberec, où elle finit deux fois sixième. En 2012, elle obtient ses premiers podiums et sa première victoire en Coupe slave. En 2013, elle appelée à participer à la Coupe du monde à Liberec, puis Davos, juste avant une selection pour les Championnats du monde élite à Val di Fiemme.
L'hiver suivant, alors qu'elle pénètre dans le top trente en Coupe du monde, avec notamment une 19e place sur le sprint de Lenzerheide au Tour de ski, Nováková se rend à Sotchi pour prendre part aux Jeux olympiques, terminant 34e du skiathlon, 23e du sprint (quart de finale), 34e du trente kilomètres libre et huitième du relais.
En 2014-2015, alors qu'elle se retrouve régulièrement dans les points en Coupe du monde, une blessure à l'épaule met fin à sa saison au mois de janvier et doit subir une opération. 
En fin d'année 2015, elle montre qu'elle s'est rétablie avec une sixième place au skiathlon de Lillehammer, soit son meilleur résultat à ce niveau. Plus tard, elle remporte une médaille de bronze aux Championnats du monde des moins de 23 ans à Rasnov, sur le dix kilomètres classique. 17e aussi sur le Ski Tour Canada pour conclure la saison, elle enregistre alors son meilleur classement général en Coupe du monde avec le 25e rang.
En revanche la saison 2016-2017 représente un échec pour elle, avec aucun point marqué en Coupe du monde et une 35e place pour seul résultat individuel aux Championnats du monde à Lahti.
Aux Jeux olympiques d'hiver de 2018, elle est deux fois 28e, en dix kilomètres classique et skiathlon, ainsi que deux fois onzième en sprint par équipes et relais.
Elle est la sœur du fondeur Michal Novák.

## Palmarès

### Jeux olympiques d'hiver
| Épreuve / Édition   | Sprint                           | Sprint                           | 10 km                            | 10 km                            | Skiathlon 2 × 7,5 km | 30 km | Relais | Relais   |
| Épreuve / Édition   | libre                            | classique                        | libre                            | classique                        | Skiathlon 2 × 7,5 km | 30 km | Sprint | 4 × 5 km |
| JO 2014 Sotchi      | 23e                              | Épreuve inexistante à cette date | Épreuve inexistante à cette date | —                                | 34e                  | 34e   | —      | 8e       |
| JO 2018 Pyeongchang | Épreuve inexistante à cette date | -                                | 28e                              | Épreuve inexistante à cette date | 28e                  | -     | 11e    | 11e      |

Légende :
- : pas d'épreuve
- — : Non disputée par Nováková

### Championnats du monde
| Épreuve / Édition           | Sprint                           | Sprint                           | 10 km                            | 10 km                            | Skiathlon 2 × 7,5 km | 30 km   | Relais | Relais   |
| Épreuve / Édition           | libre                            | classique                        | libre                            | classique                        | Skiathlon 2 × 7,5 km | 30 km   | Sprint | 4 × 5 km |
| Mondiaux 2013 Val di Fiemme | Épreuve inexistante à cette date |                                  | 56e                              | Épreuve inexistante à cette date | —                    | —       | 14e    | 12e      |
| Mondiaux 2017 Lahti         | 35e                              | Épreuve inexistante à cette date | Épreuve inexistante à cette date | —                                | -                    | Abandon | -      | 11e      |
| Mondiaux 2019 Seefeld       | 37e                              | Épreuve inexistante à cette date | Épreuve inexistante à cette date | -                                | 28e                  | 32e     | —      | 11e      |
| Mondiaux 2021 Oberstdorf    | Épreuve inexistante à cette date | 46e                              | -                                | Épreuve inexistante à cette date | 31e                  | 32e     | -      | 8e       |

Légende :
- : pas d'épreuve
- — : Non disputée par Nováková

### Coupe du monde
- Meilleur classement général : 25e en 2016.
- Meilleur résultat individuel : 6e.

#### Classements en Coupe du monde
| Année     | Classement général final | Classement distance | Classement sprint |
| 2013-2014 | 102e                     | -                   | 66e               |
| 2014-2015 | 58e                      | 45e                 | 57e               |
| 2015-2016 | 25e                      | 24e                 | 40e               |
| 2017-2018 | 32e                      | 25e                 | 53e               |
| 2018-2019 | 105e                     | 75e                 |                   |
| 2019-2020 | 56e                      | 43e                 | 54e               |
| 2020-2021 | 85e                      | 69e                 | 69e               |

### Championnats du monde des moins de 23 ans
- Rasnov 2016 :
  -  Médaille de bronze sur le dix kilomètres classique.

### Coupe OPA
- 2 podiums, dont 1 victoire.